# Talal Ouahabi
Talal Ouahabi (* 8. Januar 1978) ist ein ehemaliger marokkanischer Tennisspieler.

## Karriere
Ouahabi konnte auf der Junior Tour Ende 1996 bis auf Rang 81 in der Junioren-Rangliste steigen.
Seine Transition zu den Profis begann schon früh, wobei er dabei häufig von Wildcards bei Turnieren in seinem Heimatland profitierte und schon 1999 beim Turnier in Casablanca sein Einzeldebüt auf der ATP Tour gab. Er unterlag dem 116. der Weltrangliste Vincenzo Santopadre in zwei Tie-Breaks. Nachdem er 1998 sein erstes Finale auf der ITF Future Tour erreicht hatte, spielte er bis 2002 keine Turniere mehr; 2003 stand er im Einzel und Doppel wieder jeweils unter den besten 800 Tennisspielern. Im Doppel gewann er in diesem Jahr auch seinen ersten Future-Titel.
Im Einzel siegte er bei Futures 2006 das erste Mal und konnte sogleich zwei Titel in Folge erringen und damit in die Top 500 der Welt einziehen. Im Jahr 2008 gewann er drei Futures im Einzel und zwei weitere im Doppel, wodurch er Mitte 2009 jeweils sein Karrierehoch erreichte. Auf der höher dotierten ATP Challenger Tour konnte sich der Marokkaner nicht durchsetzen, auf diesem Niveau gewann er lediglich zwei Matches. Auch auf der World Tour konnte er seine beiden Einzelmatches 1999 und 2003 nicht siegreich gestalten. Er spielte ab 2005 für die marokkanische Davis-Cup-Mannschaft, für die er eine Bilanz von 5:7 vorweisen kann. Sein letzter Einsatz dort datiert auf das Jahr 2011. In diesem Jahr nahm er auch das letzte Mal regelmäßig an Profiturnieren teil.